# Liste der Baudenkmale in Hademstorf
In der Liste der Baudenkmale in Hademstorf sind alle Baudenkmale der niedersächsischen Gemeinde Hademstorf im Landkreis Heidekreis aufgelistet. Der Stand der Liste ist das Jahr 2001.

## Allgemein
Auf dem Gebiet der Gemeinde Hademstorf finden sich Hügelgräber aus der Bronzezeit und Siedlungsfunde aus der Eisenzeit. Im Jahre 1858 gab es 16 Hausstellen, eine Schule und eine Posthalterei. Ab 1911 gab es einen Haltepunkt an der Bahnstrecke Hamburg – Hannover. Heute leben hier etwa 800 Menschen.

## Baudenkmale
| Lage                                              | Bezeichnung              | Beschreibung | ID       | Bild |
| ------------------------------------------------- | ------------------------ | --- | -------- | ---- |
| An der Schleuse 1 52° 42′ 44″ N, 9° 36′ 30″ O     | Schleusenanlage          | Die vierte Staustufe der Aller befindet sich kurz vor der Einmündung der Leine in die Aller. Erbaut wurde die Staustufe von 1914 bis 1915. | 32686244 | BW   |
| Hannoversche Straße 16 52° 42′ 47″ N, 9° 38′ 2″ O | Wohn-/Wirtschaftsgebäude | | 32781094 | BW   |
| Heckenweg 3 52° 42′ 49″ N, 9° 38′ 1″ O            | Hof                      | | 32686231 | BW   |
| Schulweg 1 52° 42′ 44″ N, 9° 37′ 59″ O            | Wohnwirtschaftsgebäude   | Das Wohnhaus ist in der ersten Hälfte des 19. Jahrhunderts erbaut worden.                                                                  | 32781160 | BW   |